# Alfred Eluère
Alfred Louis Anselme Eluère est un joueur de rugby à XV et homme politique français né le 28 juillet 1893 à Saint-Clément-des-Levées (Maine-et-Loire) et mort le 12 mars 1985 à Narrosse (Landes).

## Biographie
Alfred Louis Anselme Eluère naît le 28 juillet 1893 à Saint-Clément-des-Levées (Maine-et-Loire) dans un milieu sportif. Son père Louis Eluère est président du Stade nantais université club (SNUC) de 1909 à 1919 et son cousin Xavier Eluère est médaillé de bronze en boxe anglaise aux Jeux olympiques d'été de 1920. Capitaine au sortir de la Grande Guerre et sportif accompli, il entreprend aussitôt une carrière sportive au Sporting club universitaire de France (SCUF) qui lui permet de tisser un important réseau parisien qu'il met ensuite à profit dans l'immobilier. Il décède le 12 mars 1985 à Narrosse (Landes).

### Activité professionnelle
Après sa carrière sportive Alfred Eluère exerce dès 1922 le métier de promoteur immobilier autour d'Hossegor où il s'installe rapidement pour se consacrer au développement de la station. Il y dirige ensuite la société d'électroménager Propia dans le Bayonnais tout en conservant une attache parisienne avec son restaurant-club parisien Le Club des Clubs.

### Carrière politique
Membre du Parti radical-socialiste, il est maire d'Hossegor de 1935 à 1972 dont il assure largement le développement touristique et immobilier pendant toute cette période.

## Carrière sportive

### Rugbyman
- Dès 1917, il représente la France lors des matches de la sélection militaire dont la Fédération française de rugby à XV (FFR) n'a pas gardé de traces.
- Il intègre les rangs du SCUF en 1919 durant la période où le club se reconstruit tant bien que mal après-guerre. Son profil le fait évoluer essentiellement au poste de troisième ligne aile et il prend rapidement le capitanat de l'équipe première.
- Remplaçant durant le Tournoi des cinq nations de 1920, il est vice-champion olympique lors des Jeux d'Anvers le 5 septembre 1920 face aux États-Unis au poste de deuxième ligne. Cela aurait été son unique sélection internationale si la FFR avait officialisé la rencontre[4].

### Dirigeant national
- Joueur du Stade nantais dans un premier temps[5], puis du SCUF de 1919 à 1923, il en devient dirigeant en 1924 en intégrant la commission de rugby[6].
- Puis il devient membre du Conseil de la FFR, instance qu'il préside de 1943 à 1952.
- Après la seconde guerre, il succède à Jules Rimet à la présidence du Comité national des sports (CNS) qu'il assure pendant 20 ans, de 1947 à 1967.

## Distinctions et notoriété
1917 Chevalier de la Légion d'Honneur  